# Сент Урс (Квебек)
Сент Урс (фр. Saint-Ours) је град у Канади у покрајини Квебек. Према резултатима пописа 2011. у граду је живело 1.721 становника.

## Становништво
Према резултатима пописа становништва из 2011. у граду је живело 1.721 становника, што је за 1,2% више у односу на попис из 2006. када је регистровано 1.700 житеља.
| 2006. | 2011. |
| ----- | ----- |
| 1.700 | 1.721 |